# Cmentarz Komunalny w Lądku-Zdroju
Cmentarz Komunalny w Lądku-Zdroju (niem. : Katolische Friedhof in Bad Landeck) – jeden z dwóch cmentarzy w Lądku-Zdroju, położony przy ulicy Śnieżnej 10.

## Położenie
Cmentarz położony jest w zachodniej części miasta, ok. 100 m na południe od rynku. Na północy graniczy on z parkingiem, na zachodzie z potokiem Rudawka, na południu ze spółdzielnią gminną, zaś na wschodzie przylega do ulicy Śnieżnej.

## Historia
Nekropolia została założona w porozumieniu między władzami miejskim a parafią Narodzenia Najświętszej Maryi Panny w Lądku-Zdroju w 1616 roku. Wiązało się to z likwidacją dotychczasowego cmentarza, który znajdował się w bezpośrednim przy kościele parafialnym. Nowy cmentarz założono w południowej części miasta, w znacznej od niego odległości.
Po zakończeniu II wojny światowej nekropolia została przejęta przez Polaków po włączeniu ziemi kłodzkiej w granice państwa polskiego. Została ona zamieniona na cmentarz gminny (komunalny).

## Układ cmentarza
Założenie cmentarne obejmuje działki o prostokątnym i kwadratowym kształcie. Całość przypomina kształtem elipsę. Przez środek cmentarza przechodzi główna aleja. Dawniej w jego centralnym punkcie znajdowała się piaskowa Grupa Ukrzyżowania, wystawiona tu w 1822 roku, autorstwa Michała Klahra. Do naszych czasów zachował się z niej wyłącznie krzyż.

## Główne obiekty
Do ważniejszych obiektów znajdujących się na lądeckim cmentarzu komunalnym należy zaliczyć:
- wejście i wjazd bramny,
- mauzoleum generałowej Johanny Sofii Schutter pochodzące z 1857 roku,
- grupę "Ukrzyżowanie" autorstwa Michała Klahra, Z całej grupy zachował się krzyż pasyjny, inne postaci znajdują się w lądeckiej Galerii Muzealnej.
- kościół św. Rocha – barokowy z 1678 roku, jednonawowy, przebudowany w XVIII w., pełniący funkcję kościoła filialnego i kaplicy pogrzebowej.

## Ważniejsze osobistości spoczywające na cmentarzu
Na cmentarzu parafialnym znajdują się groby znanych osób, w tym m.in.:
- Antona Wentzla, proboszcza lądeckiego,
- Franza Lauscha (zm. 1929), aktywisty nacjonalistycznego,
- dra Paula Hermanna (zm. 1930), właściciela sanatorium,
- Adolpha Adamczyka, radcy sanitarnego,
- Josefa Dziaczko (zm. 1940), właściciela hotelu (pensjonatu) przy ulicy Volkelstrasse 1 (ob. Bema),
- Franza Rauera, jednego z najbogatszych mieszczan,
- Wilhelma Reinscha (zm. 1918), malarza, autora wielu obrazów w kościołach ziemi kłodzkiej,
- Rudolfa Goebla (zm. 1935), lokalnego rzeźbiarza,
- Alois Schmidt (zm. 1939), znanego snycerza,